# グナエウス・パピリウス・カルボ (紀元前85年の執政官)
グナエウス・パピリウス・カルボ（ラテン語: Gnaeus Papirius Carbo、 - 紀元前81年）は紀元前1世紀初期の共和政ローマの政務官。紀元前85年、紀元前84年、紀元前82年の三度、執政官（コンスル）を務め、ルキウス・コルネリウス・スッラとの内戦を繰り広げたが、敗北し亡命した。

## 出自
パピリウス氏族にはパトリキ（貴族）系もあり、古くから執政官を輩出してきたが、カルボはプレブス（平民）系パピリウス氏族の出身である。コグノーメン（家族名）のカルボが最初に確認できるのは、紀元前168年のプラエトル（法務官）ガイウス・パピリウス・カルボである。この法務官ガイウスには、ガイウス（紀元前120年の執政官）、グナエウス（紀元前113年の執政官）およびマルクスの3人の息子がいた。このグナエウスが、本記事のカルボの父である。
カルボには弟ガイウス（法務官）および従兄弟ガイウス・パピリウス・カルボ・アルウィナ（紀元前90年護民官）がいたが、カルボ家のものはグラックス兄弟の時代からポプラレス（民衆派）であった。

## 経歴

### 早期の経歴
大プリニウスは、カルボは生まれた時点で歯が生えていたと書いている。紀元前112年、父グナエウスは、若いノビレス（新貴族）であるマルクス・アントニウス（後のオラトル）から訴えられ、有罪が宣告された。判決の後、父は自決している。カルボ自身が歴史に登場するのはこの20年後で、紀元前92年に護民官に就任した。この年の出来事で分かっているのは一つだけであるが、ここからある種の混乱についての結論を導き出すことができる。執政官ガイウス・クラウディウス・プルケルは、カルボが暴動が始まっても民会を解散しなかったために、「反乱」として元老院に報告している。その報告と、ケンソル（監察官）ルキウス・リキニウス・クラッススの意見から、元老院はカルボが「暴力的な行為」を求めていたことを認めた。
執政官就任年とウィッリウス法の規定から逆算して、カルボは遅くとも紀元前88年には法務官に就任したはずである。フロルスは同盟市戦争中の紀元前89年に、カルボという将軍がルカニアに勝利したとしている。この人物が本記事のカルボであるとすれば、法務官就任は紀元前89年である可能性が高い（あるいは紀元前89年には前法務官であった可能性もある）。ただし、従兄弟のカルボ・アルウィナである可能性もある。ティトゥス・リウィウスの『ローマ建国史』の概要には、紀元前89年にアウルス・ガビニウスがルカニアで戦い、勝利は得たものの戦死したとある。歴史学者F. ミュンツァーは、ガビニウスに代わってカルボが指揮を執ったのではないかと推察している。

### マリウスとキンナに加担
紀元前88年、ローマにおける民衆派とオプティマテス（門閥派）の争いは、ついに内戦にエスカレートした。この年、門閥派の執政官スッラはポントス王ミトリダテス6世との戦いに出征したが、その留守の間に護民官プブリウス・スルキピウスが二つの法案を成立させた。一つは同盟市戦争後にローマ市民権を得た「新市民」を、それまでは特定のトリブスに割り当てていたのを、全トリブスに割り当てるもの（この処置により民衆派が選挙で優位になる）、もう一つはスッラに代わってガイウス・マリウスにミトリダテスとの戦争を委ねるというものであった。これを知ったスッラは軍を率いてローマに戻り、占領した。そして、反スッラの有力者12人を国家の敵と宣言した。アッピアノスはマリウスとスルキピウスを含む9人の名前を挙げているが、残り3名の内の1人がカルボであった可能性が高い（いずれにせよ、1年後にはマリウス派の指導者の1人となっている）。
12人の罪状は「不安をあおり、執政官に対して戦争をしかけ、奴隷を解放したこと」であった。この12人を見つけた場合、殺害してもよく、また捕縛して執政官のところに連行してもよい」とされた。しかし、殺害されたのはスルキピウスのみで、ほかはローマを脱出することができた。
紀元前87年、スッラはミトリダテスと戦うためにギリシアへ渡った。このときに執政官ルキウス・コルネリウス・キンナはスッラへの忠誠を誓約していたがこれを破り、再びスルキピウスの法案を成立させた。この結果、キンナの支持者ともう1人の執政官グナエウス・オクタウィウスの支持者の間に市街戦が発生し、キンナは敗れてローマを脱出した、一方、アフリカ属州に逃れていたマリウスはイタリアに戻ってキンナと合流し、さらに幾つかの同盟都市の軍も加わって、ローマは4つの軍に包囲された。その内の1つを、キンナと共に行動していたカルボが指揮していた。ローマの防衛のためにグナエウス・ポンペイウス・ストラボが呼び戻されたが、カルボとストラボの間には古い関係があったようだ。しかし当事者間の合意はできず、まもなくストラボは病死した（あるいは雷に打たれて死んだ）。ローマはマリウス派に降伏した。
この出来事の直後、カルボはストラボの息子で18歳のグナエウス・ポンペイウス（後のマグヌス）の弁護を行っている。罪状は父がアスクルムで得た戦利品を横領したというものであった。カルボに加えてルキウス・マルキウス・ピリップス（紀元前91年の執政官）と若いクイントゥス・ホルテンシウス・ゴルタラス（紀元前69年執政官）が弁護に立ち、ポンペイウスは無罪となった。
紀元前86年1月、マリウスが死去する。キンナはイタリア本土の事実上の支配者となり、紀元前86年にはルキウス・ウァレリウス・フラックスを、紀元前85年と84年にはカルボを同僚執政官に任命した。

### 執政官
キンナとカルボにとっての最大の問題は、スッラであった。スッラは紀元前85年にはミトリダテスに対して勝利の目処をつけ、イタリアへの上陸準備を開始した。スッラは元老院に書簡を送り、自分の正しさを列挙して、ローマを占領している悪人たちからローマを救うために帰還すると述べた。これに対し、キンナとカルボはスッラとの戦いに向けて精力的に準備を始めた。軍隊を募集し、艦隊を修理し、食糧と資金を集め、新市民に対するプロパガンダを行った。元老院は和平交渉の開始を提案し、執政官に徴兵活動の停止を求めた。二人は表向きはこれに従うことにした。
紀元前84年初め、キンナとカルボは、北イタリアからイリュリアへ軍を動かす準備を始めた。おそらくイリュリア人との戦いで兵士を鍛え、それからマケドニア属州総督ルキウス・コルネリウス・スキピオ・アシアティクスと合流してギリシアにいるスッラと戦うことを計画したのであろう。しかし、兵士たちはローマ人同士の戦いを望んでいなかった。またアドリア海も荒れていた。分遣隊の一つは嵐に遭遇し、なんとか生き残った兵士はそのまま脱走して家に戻った。キンナは軍の秩序を回復しようとしたが、反乱した兵に殺された。
このときカルボはイタリア北部にいた。元老院の命令に反して、カルボは同盟都市が離反しないように、全ての街と植民都市から人質を集めていた。プラケンティアでは現地の責任者マルクス・カストリキウスがカルボの要求を拒否した。カルボは「私は多くの剣を持っている」と脅すと、カストリキウスは「私はここを何年も統治している」と答えた。結局カルボは何も得ることなく立ち去らなければならなかった。このときカルボの下で働いていたクァエストル（財務官）は（後にキケロが弾劾演説を行う）ガイウス・ウェッレスであった。キケロによれば、「カルボは浪費家で怠け者の法務官を残念に思っていたが、にもかかわらず彼に便宜をはかり、十分は報酬を与えていた。」しかし、ウェッレスは国費60万セステルティウスを持ってカルボから逃げた。
キンナの死後、補充執政官の選挙が行われることになり、護民官はカルボにローマに戻って選挙を行うよう執拗に要請した。しかし、カルボは補充執政官はおかず、単独での統治を行うこととし、この要請を無視した。にもかかわらず、カルボは一旦ローマに戻った。護民官は執政官解任の脅しをかけ、選挙の日程も決めた。しかしカルボは悪い前兆があったとして、選挙を延期した。その後ケレース神殿とルーナ神殿に落雷があり、アウグル（鳥占官）が夏至まで選挙を延期した。その後選挙の件は有耶無耶になったようで、年末までカルボが単独で執政官を務めた。
紀元前84年中にスッラは別の書簡を元老院に送っている。リウィウスは追放者に対する恩赦を求めただけとするが、アッピアノスはマリウス派との和解を拒否し、戦争の脅しをかけたとする。元老院は両者に対して軍の解散を命じる特別令を出したが、「カルボとその支持者たちは、戦争が最善であると考え、合意が成立しなかった」。しかし、この命令は実際には経験豊富な軍を率いるスッラを対象としたものであると考える歴史学者もいる。
翌年の執政官選挙には「穏健なマリウス派」とみなされているスキピオ・アシアティクスとガイウス・ノルバヌスが就任した。歴史学者の一部には、カルボは一時的に権力を失ったと考えるものもいるが、一般的にはその影響力を維持したと考えられている。

### スッラとの戦いと最期
紀元前83年、スッラはイタリア南部に上陸し、ローマに進軍した。このときカルボはプロコンスル（前執政官）権限でガリア・キサルピナの総督を務めていた。スッラの軍は実戦で鍛えられてはいたものの、その兵力は3-4万程度であったのに対し、両執政官の兵力は18万から20万に達していた。しかし理由は不明だが、両執政官は共同作戦を実施せずバラバラに戦い、そしてどちらも敗れた。それを知ったカルボはローマに戻り、スッラ側に寝返ってローマから脱出した元老院議員たちを国家の敵と宣言することを求めた。実際に名前が分かっているのはクィントゥス・カエキリウス・メテッルス・ピウスのみである。カルボのローマ滞在中にユピテル・オプティムス・マキシムス、ユーノー、ミネルウァ神殿が焼失した。これをスッラ派の放火とする見方もあるが、執政官あるいはカルボが指示したとの説もある。
スキピオ・アシアティクスとノルバヌスがスッラに大敗したため、翌年の執政官にはカルボとマリウスの息子である小マリウスが選ばれた。この結果にはクィントゥス・セルトリウスが反対した。セルトリウスはマリウス派の著名な指導者の一人であったが、おそらく自身が執政官になりたかったのであろう。カルボと小マリウスはセルトリウスをヒスパニアに派遣したが、マリウス派の最も有能な将軍が不在となることとなった。
年の初めから、両執政官は次の作戦に向けて積極的に準備を始めた。神殿の宝物を没収することで、莫大な戦費を調達することができた。戦争が終わった後でも、国庫には14,000リーブラの金と6,000リーブラの銀が残っていた（1リーブラは327g）。軍はマリウスの下で戦った退役兵士と、イタリア同盟都市の兵士で補充された。カルボはメテッルス・ピウスおよびグナエウス・ポンペイウスと戦うためにイタリア北部に行き、小マリウスはラティウムとカンパニアでスッラと戦った。
カルボのレガトゥス（副司令官）であったガイウス・アルビウス・カリッナスとガイウス・マルキウス・ケンソリヌスは作戦の初期段階で敗北した。さらに、南部での小マリウスの敗北を知ったカルボは、アリミヌムに撤退したが、その後エトルリアに転進した。そこでスッラの軍と遭遇する。クルシウムの戦いでは勝敗はつかなかったが、これはこの内戦におけるスッラの唯一の失敗と考えられている。その後、カルボはプラエネステで包囲されていた小マリウスを助けようと試み、ケンソリヌスの8個軍団とルキウス・ユニウス・ブルトゥス・ダマシップスの2個軍団を派遣したが、どちらも敗北した。
フィデンティアの戦いでは、カルボ自身がマルクス・テレンティウス・ウァッロ・ルクッルスに敗北した。カルボの下には未だ3万の軍があったが、カルボはアフリカ属州に逃れた。スッラはイタリアでの戦争を終了し、プロスクリプティオ（国家の敵）のリストの最初にカルボの名前を挙げた。スッラはポンペイウスにカルボを追わせ、パンテッレリーア島でカルボを捕縛した。

しかし、ポンペイウスは三度も執政官を務めたことのあるローマ人を拘束し、彼自身が座っていた椅子の前に立たせ、出席者の憤りと苛立ちのために、座ったまま尋問を行った。そしてカルボを連れ出し、死刑にするように命じた。死刑場に連れて行かれたカルボは、既に剣が抜かれているのを見て、腸の具合が悪いので少し用を足す時間がほしいと懇願した。
プルタルコス『対比列伝：ポンペイウス』、10.

アッピアノスは、ポンペイウスが「すべての民衆の前でカルボを非難した」と書き、リウィウスは「死にあたって女のように泣き叫んだ」とし、ウァレリウス・マクシムス(英語版)は用を足している最中に処刑されたとしている。ポンペイウスはカルボの首級をスッラに送った。

## 評価
キケロは『ウェッレス弾劾』演説の一つで、「カルボは悪い市民であり、悪い執政官であり、反逆者であった」と述べ、聴衆のほとんどがカルボを嫌っていたことを認めている。キケロによれば、「カルボほど不名誉な者はいなかった」とされ、ウァレリウス・マクシムスは「ラテン人の歴史に大きな汚点を残した人物」と評している。
プルタルコスは、カルボを「キンナよりもさらに無謀な暴君」と呼んでいる。プルタルコスはまたカルボの処刑は必要であったと認めてはいるものの、ポンペイウスを「カルボの不幸を不自然なまでに横柄な態度で扱ったと考えられている」と非難している。リウィウスとアッピアノスはカルボの臆病さに言及している。

## 参考資料

### 古代の資料
- アウレリウス・ウィクトル『共和政ローマ偉人伝』
- フロルス『700年全戦役略記』
- アッピアノス『ローマ史』
- ウァレリウス・マクシムス『有名言行録』
- ティトゥス・リウィウス『ローマ建国史』
- オロシウス『異教徒に反論する歴史』
- ガイウス・プリニウス・セクンドゥス『博物誌』
- プルタルコス『対比列伝』
- ガイウス・サッルスティウス・クリスプス『カティリナ戦記』
- マルクス・トゥッリウス・キケロ『アッティクス宛書簡集』
- マルクス・トゥッリウス・キケロ『ウェッレス弾劾』

### 研究書
- Egorov A. Julius Caesar. Political biography. - SPb. : Nestor-History, 2014 .-- 548 p. - ISBN 978-5-4469-0389-4 .
- Inar F. Sulla. - Rostov n / a .: Phoenix, 1997 .-- 416 p. - ISBN 5-222-00087-7 .
- Kivney A. What happened in 88? // Studia Historica. - 2006. - No. VI . - S. 213-252 .
- Korolenkov A. Quintus Sertorius. Political biography. - SPb. : Aleteya, 2003 .-- 310 p. - ISBN 5-89329-589-7 .
- Korolenkov A. Pompey Strabo in the Civil War of 88-82. BC e. // Μνῆμα. Sat. scientific papers dedicated to the memory of prof. Vladimir Danilovich Zhigunin. - 2002 .-- S. 313-327 .
- Korolenkov A., Smykov E. Sulla. - M .: Molodaya gvardiya, 2007 .-- 430 p. - ISBN 978-5-235-02967-5 .
- Broughton T. Magistrates of the Roman Republic. - New York, 1952. - Vol. II. - P. 558.
- Münzer F. Cornelius 106 // RE. - 1900 .-- T. IV, 1 . - S. 1282-1287 .
- Münzer F. Marius 15 // RE. - 1930. - Bd. XIV, 2. - Kol. 1811-1815.
- Münzer F. Papirii Carbones // RE. - 1949. - Bd. XVIII, 3. - Kol. 1014.
- Münzer F. Papirius // RE. - 1949. - Bd. XVIII, 3. - Kol. 1002-1005.
- Münzer F. Papirius 38 // RE. - 1949. - Bd. XVIII, 3. - Kol. 1024-1031.
- Seager R. Pompey the Great: a political biography. - Oxford: Blackwell, 2002 .-- 176 p.